# 賽姬接受丘比特的初吻

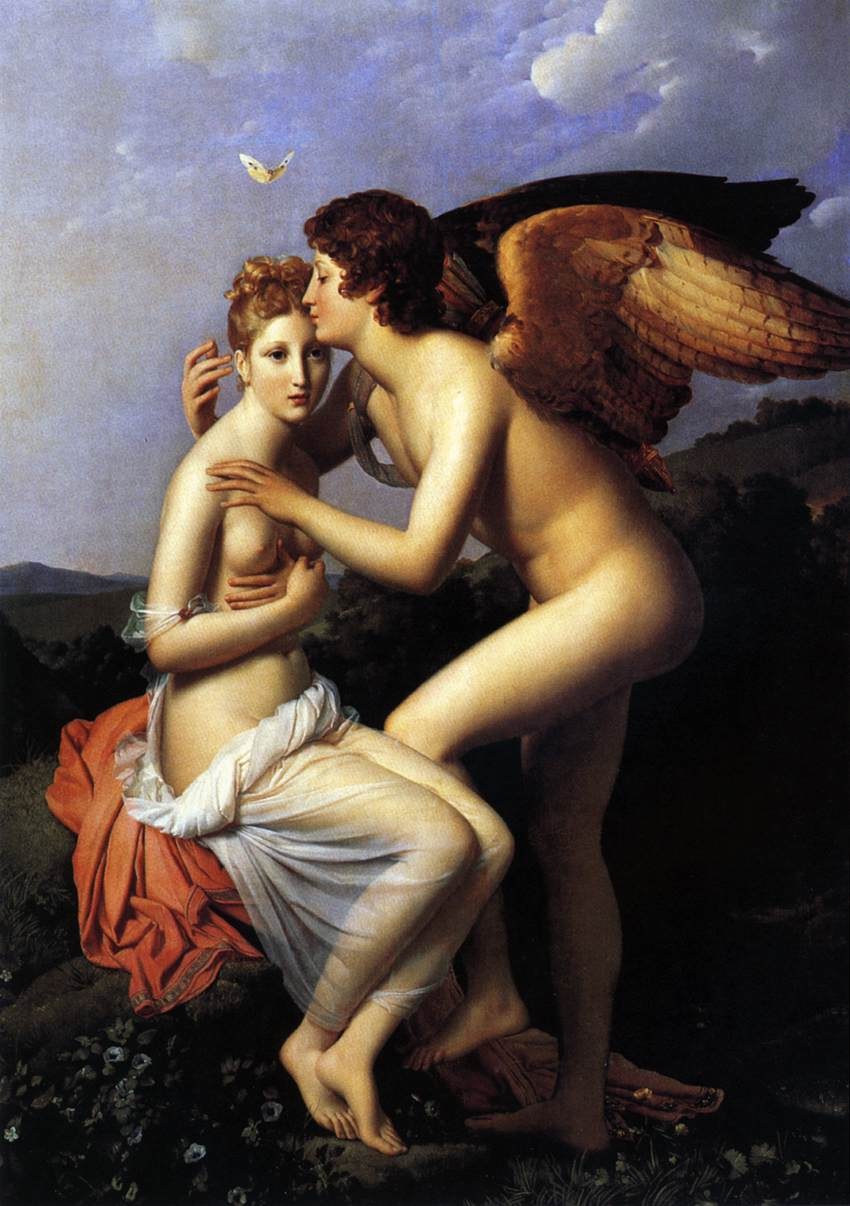

《賽姬接受丘比特的初吻》（法文：Psyché et l'Amour）是法國畫家弗朗索瓦·热拉尔的1789年的作品。畫作的主題取自希臘神話，愛神丘比特與賽姬的故事。現時該畫作被收藏於巴黎羅浮宮。
因為賽姬與邱比特的愛是並非真正的互信之愛，而是有點諷刺當時女性沒有選擇餘地，只能被選擇，而且還必須像個商品，所以現今已經有很多課程有批評與探討，愛情並非神話。

## 花絮
- 2007年香港書展，遠流出版展示的書籍《愛情神話：希臘羅馬神話的愛情故事》因使用了該畫作封面，被影視及娛樂事務管理處以不雅為由一度勸喻停售，引起社會迴響。[1][2]